# Estadio Nacional de Baréin
El Estadio Nacional de Baréin (en árabe إستاد البحرين الوطني, transliteración Stād al-Bahrayn al-Watanī) es el estadio más importante de Baréin, situado en Riffa. Fue inaugurado en 1982. 
Tiene una capacidad de 30 000 espectadores y se utiliza principalmente para disputar partidos de fútbol. El Al Ahli Club, el Bahrain Club y el Bahréin Riffa Club disputan allí sus partidos de la Liga Premier de Baréin.